# 2009 NBA Draft
2009 NBA Draft – draft NBA w 2009 roku odbył się 25 czerwca w hali Madison Square Garden. Draft był emitowany przez amerykańską telewizję ESPN.

## Draft
|  | – występ w NBA All-Star Game. |

| Numer | Zawodnik                 | Narodowość                    | Drużyna                                                           | Szkoła/Poprzednia drużyna                       |
| ----- | ------------------------ | ----------------------------- | ----------------------------------------------------------------- | ----------------------------------------------- |
| 1     | Blake Griffin (PF)       | USA                           | Los Angeles Clippers                                              | University of Oklahoma So.                      |
| 2     | Hasheem Thabeet (C)      | Tanzania                      | Memphis Grizzlies                                                 | University of Connecticut Jr.                   |
| 3     | James Harden (SG)        | USA                           | Oklahoma City Thunder                                             | Arizona State Univerity So.                     |
| 4     | Tyreke Evans (PG)        | USA                           | Sacramento Kings                                                  | University of Memphis Fr.                       |
| 5     | Ricky Rubio (PG)         | Hiszpania                     | Washington Wizards (do Minnesoty)                                 | Joventut Badalona (Hiszpania)                   |
| 6     | Jonny Flynn (PG)         | USA                           | Minnesota Timberwolves                                            | Syracuse University So.                         |
| 7     | Stephen Curry (PG/SG)    | USA                           | Golden State Warriors                                             | Davidson College Jr.                            |
| 8     | Jordan Hill (PF)         | USA                           | New York Knicks                                                   | University of Arizona Jr.                       |
| 9     | DeMar DeRozan (SG)       | USA                           | Toronto Raptors                                                   | University of Southern California Fr.           |
| 10    | Brandon Jennings (PG)    | USA                           | Milwaukee Bucks                                                   | Lottomatica Rzym (Włochy)                       |
| 11    | Terrence Williams (SG)   | USA                           | New Jersey Nets                                                   | University of Louisville Sr.                    |
| 12    | Gerald Henderson (SG)    | USA                           | Charlotte Bobcats                                                 | Duke University Jr.                             |
| 13    | Tyler Hansbrough (PF)    | USA                           | Indiana Pacers                                                    | University of North Carolina at Chapel Hill Sr. |
| 14    | Earl Clark (SF)          | USA                           | Phoenix Suns                                                      | University of Louisville Jr.                    |
| 15    | Austin Daye (SF)         | USA                           | Detroit Pistons                                                   | Gonzaga University So.                          |
| 16    | James Johnson (SF/PF)    | USA                           | Chicago Bulls                                                     | Wake Forest University So.                      |
| 17    | Jrue Holiday (PG)        | USA                           | Philadelphia 76ers                                                | UCLA Fr.                                        |
| 18    | Ty Lawson (PG)           | USA                           | Minnesota Timberwolves z Miami do Denver                          | University of North Carolina at Chapel Hill Jr. |
| 19    | Jeff Teague (PG)         | USA                           | Atlanta Hawks                                                     | Wake Forest University So.                      |
| 20    | Eric Maynor (PG)         | USA                           | Utah Jazz                                                         | Virginia Commonwealth University (Sr.           |
| 21    | Darren Collison (PG)     | USA                           | New Orleans Hornets                                               | UCLA Sr.                                        |
| 22    | Víctor Claver (SF)       | Hiszpania                     | Portland Trail Blazers z Dallas                                   | Pamesa Walencja (Hiszpania)                     |
| 23    | Omri Casspi (SF)         | Izrael                        | Sacramento Kingsz Houston                                         | Maccabi Tel Awiw (Izrael)                       |
| 24    | B.J. Mullens (C)         | USA                           | Dallas Mavericks (z Portland do Oklahoma City)                    | Ohio State University Fr.                       |
| 25    | Rodrigue Beaubois (PG)   | Francja                       | Oklahoma City Thunder (z San Antonio do Dallas)                   | Cholet Basket (Francja)                         |
| 26    | Taj Gibson (PF)          | USA                           | Chicago Bulls (z Denver via Oklahoma City)                        | University of Southern California Jr.           |
| 27    | DeMarre Carroll (SF/PF)  | USA                           | Memphis Grizzlies (z Orlando)                                     | University of Missouri Sr.                      |
| 28    | Wayne Ellington (SG)     | USA                           | Minnesota Timberwolves (z Boston                                  | University of North Carolina at Chapel Hill Jr. |
| 29    | Toney Douglas (PG/SG)    | USA                           | Los Angeles Lakers (do New York)                                  | Florida State University Sr.                    |
| 30    | Christian Eyenga (SG/SF) | Demokratyczna Republika Konga | Cleveland Cavaliers                                               | CB Prat (Hiszpania)                             |
| 31    | Jeff Pendergraph (PF)    | USA                           | Sacramento Kings (do Portland)                                    | Arizona State Sr.                               |
| 32    | Jermaine Taylor (SG)     | USA                           | Washington Wizards (do Houston)                                   | Central Florida Sr.                             |
| 33    | Dante Cunningham (SF/PF) | USA                           | Portland Trail Blazers (z LA Clippers)                            | Villanova University Sr.                        |
| 34    | Sergio Llull (PG)        | Hiszpania                     | Denver Nuggets (z Oklahoma City do Houston)                       | Real Madryt Hiszpania                           |
| 35    | DaJuan Summers (SF)      | USA                           | Detroit Pistons (z Minnesoty)                                     | Georgetown University Jr.                       |
| 36    | Sam Young (SF)           | USA                           | Memphis Grizzlies                                                 | University of Pittsburgh Sr.                    |
| 37    | DeJuan Blair (PF)        | USA                           | San Antonio Spurs (z Golden State via Phoenix)                    | University of Pittsburgh So.                    |
| 38    | Jon Brockman (PF)        | USA                           | Portland Trail Blazers (z Nowego Jorku via Chicago do Sacramento) | University of Washington Sr.                    |
| 39    | Jonas Jerebko (SF)       | Szwecja                       | Detroit Pistons (z Toronto)                                       | Pallacanestro Biella Włochy                     |
| 40    | Derrick Brown (SF)       | USA                           | Charlotte Bobcats (z New Jersey via Oklahoma City)                | Xavier University Jr.                           |
| 41    | Jodie Meeks (SG)         | USA                           | Milwaukee Bucks                                                   | University of Kentucky Jr.                      |
| 42    | Patrick Beverley (PG)    | USA                           | Los Angeles Lakers (z Charlotte do Miami)                         | Dnipro Dniepropietrowsk Ukraina                 |
| 43    | Marcus Thornton (SG)     | USA                           | Miami Heat (z Indiany do Nowego Orleanu)                          | Louisiana State University Sr.                  |
| 44    | Chase Budinger (SG)      | USA                           | Detroit Pistons (do Houston)                                      | University of Arizona Sr.                       |
| 45    | Nick Calathes (PG)       | USA/Grecja                    | Minnesota Timberwolves (z Filadelfii via Miami do Dallas)         | University of Florida So.                       |
| 46    | Danny Green (SF)         | USA                           | Cleveland Cavaliers (z Chicago)                                   | University of North Carolina at Chapel Hill Sr. |
| 47    | Henk Norel (PF)          | Holandia                      | Minnesota Timberwolves (z Miami)                                  | Joventut Badalona Hiszpania                     |
| 48    | Taylor Griffin (PF)      | USA                           | Phoenix Suns                                                      | University of Oklahoma Sr.                      |
| 49    | Serhij Hładyr (SG)       | Ukraina                       | Atlanta Hawks                                                     | MBC Mikołajów Ukraina                           |
| 50    | Goran Suton (C)          | Chorwacja/USA                 | Utah Jazz                                                         | Michigan State University (Sr.                  |
| 51    | Jack McClinton (SG)      | USA                           | San Antonio Spurs (z Nowego Orleanu via Toronto)                  | University of Miami Sr.                         |
| 52    | A.J. Price (PG)          | USA                           | Indiana Pacers z Dallas                                           | University of Connecticut Sr.                   |
| 53    | Nando de Colo (PG/SG)    | Francja                       | San Antonio Spurs z Houston                                       | Cholet Basket Francja                           |
| 54    | Robert Vaden (SG)        | USA                           | Charlotte Bobcats (z San Antonio do Oklahoma City)                | University of Alabama at Birmingham Sr.         |
| 55    | Patty Mills (PG)         | Australia                     | Portland Trail Blazers (z Denver)                                 | Saint Mary’s College of California So.          |
| 56    | Ahmad Nivins (PF)        | USA                           | Dallas Mavericks (z Portland)                                     | Saint Joseph’s University Sr.                   |
| 57    | Emir Preldžič (SF)       | Bośnia/Słowenia               | Phoenix Suns (z Orlando via Oklahoma City do Cleveland)           | Fenerbahçe Ülker Turcja                         |
| 58    | Lester Hudson (SG)       | USA                           | Boston Celtics                                                    | University of Tennessee at Martin Sr.           |
| 59    | Chinemelu Elonu (PF)     | Nigeria/USA                   | Los Angeles Lakers                                                | Texas A&M University Jr.                        |
| 60    | Robert Dozier (SF/PF)    | USA                           | Miami Heat (z Cleveland)                                          | University of Memphis Sr.                       |